# Stazione di Greenisland
La stazione di Greenisland (in inglese britannico Greenisland railway station) è una stazione ferroviaria che fornisce servizio a Greenisland, contea di Antrim, Irlanda del Nord. Attualmente l'unica linea che vi passa è la Belfast-Larne. La stazione fu aperta l'11 aprile 1848. Il suo nome originale era Carrickfergus Junction, ma fu ribattezzata col nome attuale il 10 gennaio 1893. Un tempo aveva un terzo binario, ma questo fu chiuso e rimosso dopo il taglio del rampo che portava a Londonderry.

## Treni
Da lunedì a sabato c'è un treno ogni mezzora verso Larne Harbour (in un'ora un treno si ferma a Carrickfergus, l'altro prosegue verso Larne) e un treno ogni mezzora verso Belfast Central con treni aggiuntivi nelle ore di punta. La domenica la frequenza di un treno ogni due ore è costante per tutto il corso della giornata, ma il capolinea meridionale è Great Victoria Street. 

## Servizi ferroviari
- Belfast-Larne

## Servizi
- Biglietteria self-service
- Annuncio sonoro arrivo e partenza treni